# Languedoc (Weinbaugebiet)

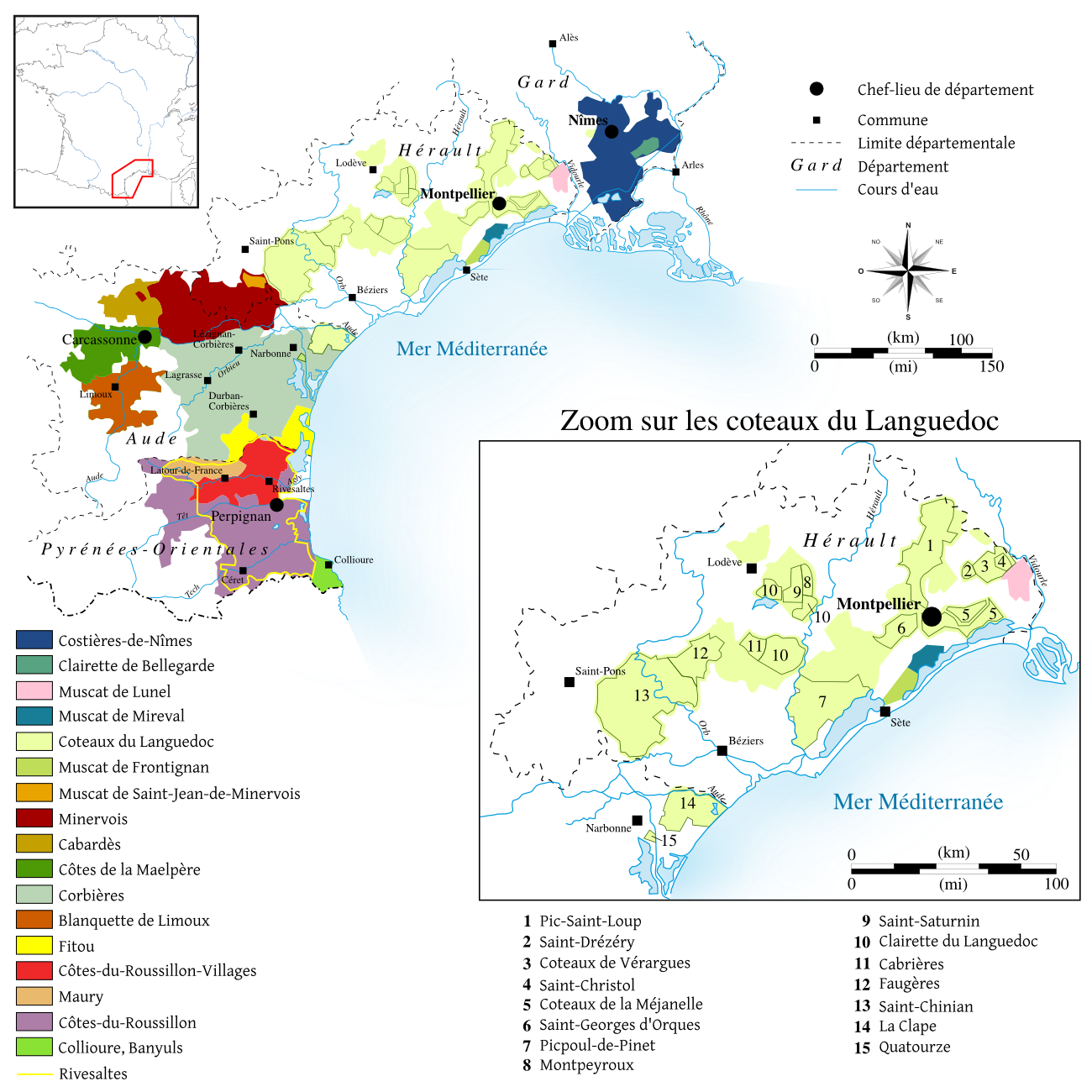
Das Weinbaugebiet Languedoc-Roussillon mit Appellationen

Das Weinbaugebiet Languedoc ist Frankreichs größtes Anbaugebiet von Wein. Mit einer bestockten Rebfläche von fast 290.000 Hektar (Stand 2005) ist es nahezu dreimal so groß wie die Summe aller deutschen Anbaugebiete (102.000 Hektar im Jahr 2005). Das Languedoc liegt in der Region Okzitanien. Nordöstlich schließt das Weinbaugebiet Rhône an. Der Name Languedoc leitet sich vom Okzitanischen ab (französisch Langue d’oc); diese regionale romanische Sprache war vor der französischen Zeit (und bis ins 19. Jh.) die Landessprache und das Languedoc eine alte Provinz des Landes.
Das Gebiet des Weinbaugebiets Languedoc umfasst die drei Départements Aude, Gard und Hérault.

## Klima

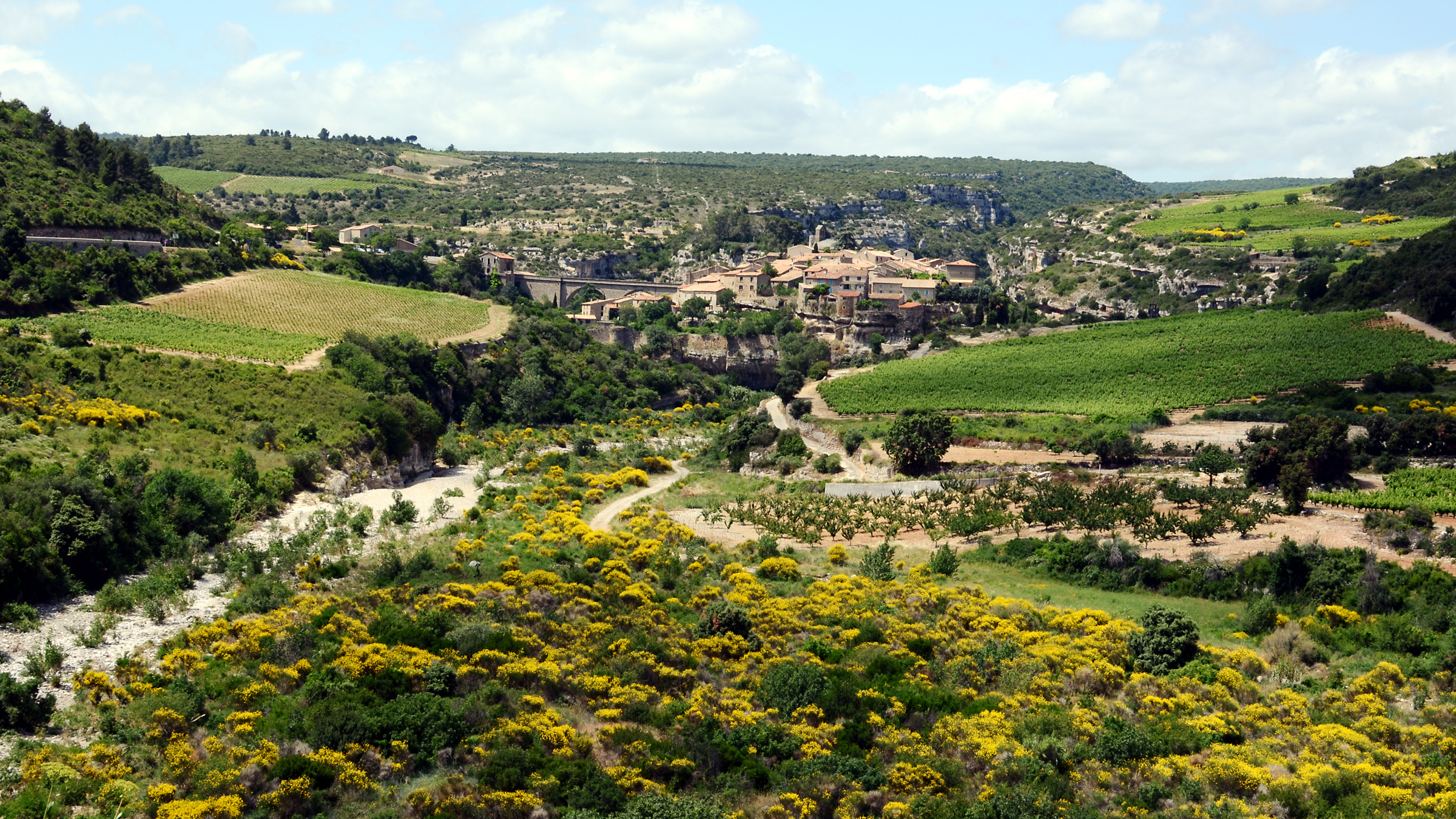
Weinbaugebiet im Languedoc bei Minerve

Die Rebflächen liegen meist nah an der Küstenlinie auf einer Länge von nahezu 240 km. Das Klima ist im Sommer trocken und heiß. Die Niederschläge kommen meist in Form heftiger Schauer nieder, so dass Trockenheit zwischen den Monaten Mai und September eines der größten Probleme für den Weinbau darstellt. In einigen Gebieten des Languedoc ist der Weinbau sowie der Anbau von Oliven die einzige mögliche Nutzung der landwirtschaftlichen Flächen. Andere Nutzungen würden eine großflächige Bewässerung erfordern.
In der Folge sieht man ein Klimadiagramm der Messstation Sète, am Abhang des Mont Saint-Clair, in 80 Meter Höhe, 350 Meter vom Meer entfernt.
| maritime Klimadaten              | J   | F  | M  | A  | M  | J  | J  | A  | S  | O   | N  | D  |
| -------------------------------- | --- | -- | -- | -- | -- | -- | -- | -- | -- | --- | -- | -- |
| mittlere Höchsttemperatur        | 10  | 11 | 14 | 16 | 20 | 24 | 27 | 26 | 23 | 19  | 14 | 11 |
| mittlere Tiefsttemperatur        | 4,5 | 5  | 7  | 9  | 13 | 16 | 19 | 18 | 16 | 13  | 8  | 6  |
| Anzahl sehr sonnige Tage         | 7   | 6  | 7  | 5  | 5  | 7  | 13 | 9  | 8  | 6   | 6  | 6  |
| Anzahl Tage mit bedecktem Himmel | 11  | 9  | 10 | 8  | 8  | 5  | 3  | 4  | 7  | 10  | 10 | 11 |
| Anzahl Regentage                 | 6   | 5  | 6  | 5  | 5  | 4  | 2  | 4  | 4  | 7   | 5  | 6  |
| Regenmenge in mm                 | 72  | 50 | 62 | 43 | 47 | 40 | 20 | 35 | 50 | 110 | 55 | 60 |
| Wassertemperatur in Küstennähe   | 13  | 12 | 12 | 13 | 15 | 17 | 22 | 22 | 22 | 19  | 17 | 15 |

Während die Niederschlagsmengen an dieser Messstation recht hoch sind, beträgt die Niederschlagsmenge bei Barcarès nur 350 mm/Jahr.

## Appellationen
| Appellation                       | Rebfläche    | produzierte Menge Weißwein | produzierte Menge Rot/Roséwein | produzierte Menge Schaumwein | produzierte Menge TOTAL |
| --------------------------------- | ------------ | -------------------------- | ------------------------------ | ---------------------------- | ----------------------- |
| Blanquette de Limoux              | ? Hektar     | 0.00 Hektoliter            | 0.00 Hektoliter                | 46500 Hektoliter             | 46500 Hektoliter        |
| Blanquette méthode ancestrale     | ? Hektar     | 0.00 Hektoliter            | 0.00 Hektoliter                | 5625 Hektoliter              | 5625 Hektoliter         |
| Crémant de Limoux                 | ? Hektar     | 0.00 Hektoliter            | 0.00 Hektoliter                | 22500 Hektoliter             | 22500 Hektoliter        |
| Limoux                            | 200 Hektar   | 3000 Hektoliter            | 2625 Hektoliter                | 0.00 Hektoliter              | 5625 Hektoliter         |
| Cabardès                          | 592 Hektar   | 0.00 Hektoliter            | 15000 Hektoliter               | 0.00 Hektoliter              | 15000 Hektoliter        |
| Clairette du Languedoc            | 60 Hektar    | 3600 Hektoliter            | 0.00 Hektoliter                | 0.00 Hektoliter              | 3600 Hektoliter         |
| Corbières                         | 13167 Hektar | 10000 Hektoliter           | 451726 Hektoliter              | 0.00 Hektoliter              | 551726 Hektoliter       |
| Coteaux du Languedoc              | 9673 Hektar  | 62085 Hektoliter           | 325536 Hektoliter              | 0.00 Hektoliter              | 387621 Hektoliter       |
| Faugères                          | 1904 Hektar  | 802 Hektoliter             | 72311 Hektoliter               | 0.00 Hektoliter              | 73113 Hektoliter        |
| Fitou                             | 2595 Hektar  | 0.00 Hektoliter            | 88436 Hektoliter               | 0.00 Hektoliter              | 88436 Hektoliter        |
| Minervois                         | 4297 Hektar  | 3500 Hektoliter            | 162994 Hektoliter              | 0.00 Hektoliter              | 166494 Hektoliter       |
| Minervois-La-Livinière            | 200 Hektar   | 0.00 Hektoliter            | 6786 Hektoliter                | 0.00 Hektoliter              | 6786 Hektoliter         |
| Malepère                          | 602 Hektar   | 0.00 Hektoliter            | 34000 Hektoliter               | 0.00 Hektoliter              | 34000 Hektoliter        |
| Muscat de Lunel                   | 357 Hektar   | 7775 Hektoliter            | 0.00 Hektoliter                | 0.00 Hektoliter              | 7775 Hektoliter         |
| Muscat de Frontignan              | 800 Hektar   | 19582 Hektoliter           | 0.00 Hektoliter                | 0.00 Hektoliter              | 19582 Hektoliter        |
| Muscat de Mireval                 | 288 Hektar   | 6694 Hektoliter            | 0.00 Hektoliter                | 0.00 Hektoliter              | 6694 Hektoliter         |
| Muscat de Saint-Jean-de-Minervois | 188 Hektar   | 5334 Hektoliter            | 0.00 Hektoliter                | 0.00 Hektoliter              | 5334 Hektoliter         |
| Picpoul de Pinet                  | 1300 Hektar  | 65000 Hektoliter           | 0.00 Hektoliter                | 0.00 Hektoliter              | 65000 Hektoliter        |
| Saint-Chinian                     | 3129 Hektar  | 1365 Hektoliter            | 124129 Hektoliter              | 0.00 Hektoliter              | 125494 Hektoliter       |
| Terrasses du Larzac               | 400 Hektar   | 0.00 Hektoliter            | 12000 Hektoliter               | 0.00 Hektoliter              | 12000 Hektoliter        |

## Geschichte

### Antike und Mittelalter
Der Beginn des Weinbaus im Languedoc kann nach heutigem Kenntnisstand nicht genau datiert werden. Im Oppidum Ensérune unweit des heutigen Béziers fand man zahlreiche Gefäße und Amphoren griechischen Ursprungs, die die Präsenz der Phoker vor dem römischen Einfluss belegen. Es wird jedoch angenommen, dass die Phoker griechischen Wein in die Region importierten und den ansässigen Kelten nur wenige Kenntnisse über den Weinbau vermittelten.
Das heutige Narbonne war die erste römische Kolonie außerhalb Italiens. Sie wurde im damaligen Gallien um 118 v. Chr. als Colonia Narbo Martius errichtet. Durch sie hindurch führte die ursprünglich rein militärisch genutzte Via Domitia, die erste Römerstraße in Gallien, deren Bau etwa in die Gründungszeit der Kolonie fällt, und später das italienische Stammland mit den spanischen Kolonien verband. Bei Narbonne verband sich die Via Domitia mit der Via Aquitania, die durch Toulouse und Bordeaux zum Atlantischen Ozean führte.
Der Punier Mago hatte kurz davor 28 Bücher zur Landwirtschaft geschrieben. Das Werk wurde auf Senatsbeschluss unter der Leitung von D. Iunius Silanus ins Lateinische übersetzt und diente den Römern fortan, die Kenntnisse des griechischen Landbaus in die römischen Kolonien zu exportieren.
Seit dem Beginn der römischen Besetzung ist der Weinbau historisch belegt. Die Weine wurden schnell beliebt, da sie von ähnlich guter Qualität wie die Importware aus Italien waren, aber günstiger erworben werden konnten. Einen Aufschwung erhielt der Weinbau ab dem Jahr 45 v. Chr.
, als Veteranen der Legio X Gemina sich bei Narbonne niederließen. Zur Zeit des Tiberius lag die nördliche Grenze des lokalen Weinbaus bereits beim heutigen Lyon und ab dem Jahr 77 n. Chr. kam es aufgrund der wachsenden Konkurrenz aus den gallischen Provinzen zu einer Krise im italienischen Weinbau.
Im Jahr 92 erließ Kaiser Domitian schließlich ein Edikt, das es den Galliern verbot, dem Weinbau nachzugehen. Nicht betroffen waren jedoch die römischen Veteranen in den außeritalienischen Kolonien. In der Folge wurden zahlreiche Reben gerodet. Unter den Kaisern Nerva, Trajan und Hadrian konnte sich der Weinbau in bescheidenem Maße erholen und es entstanden erste Rebflächen entlang des Tarn bei Gaillac.
Trotz der kurzen Regierungszeit des römischen Kaisers Probus (276–282) gehört er in einigen Regionen heute zu den auch Laien bekannten römischen Kaisern. Dies rührt von einer Nachricht in der Probus-Biographie der Historia Augusta her, wo es in Kapitel 18,8 heißt:

“Gallis omnibus et Hispanis ac Brittannis hinc permisit, ut vites haberent vinumque conficerent.”

„Er erlaubte allen Galliern, Spaniern und Briten, Reben zu besitzen und Wein herzustellen.“

Mit dem Niedergang des Römischen Reichs verlor der Weinbau des Languedoc seine überregionale Bedeutung.
Einen wichtigen nachhaltigen Impuls erhielt die Region, als Benedikt von Aniane im Jahr 782 ein Kloster in der Nähe des heutigen Aniane errichtete. Der Einfluss der Mönche und der Klöster sollte schließlich bis in das 18. Jahrhundert eine wichtige treibende Kraft des Weinbaus bleiben.
Die im Jahr 1289 gegründete Universität Montpellier spielte schnell die Rolle eines Motors für den Weinbau der Region. Arnaldus de Villanova destillierte als erster aus Wein den Weingeist und stoppte die Alkoholische Gärung durch Zugabe von Weingeist. Durch dieses Verfahren entstanden in der Folge die im Languedoc häufig ausgebauten Süßweine der Familie der Vins Doux Naturels. Da die Professoren der medizinischen Abteilung der Universität häufig auch Leibärzte des französischen Königs waren, wurde der Wein der Gegend zunehmend zu Heilzwecken am königlichen Hof eingesetzt.

### Neuzeit
Der am 24. Mai 1681 eröffnete Canal du Midi erschloss dem Languedoc neue Märkte, obwohl sich das Weinbaugebiet von Bordeaux durch das sogenannte privilège du vin praktisch eine Monopolstellung im Weinhandel mit England gesichert hatte. Von dieser Situation profitierten insbesondere holländische Weinhändler, die süße Weißweine und Branntwein importierten.
Als im Jahr 1709 ein verheerender Frost fast die gesamten Rebflächen Frankreichs mit Ausnahme der Anbaugebiete rund um das Mittelmeer vernichtete, konnte das Languedoc kurzfristig großen Nutzen aus dieser Situation ziehen.
In den Jahren 1729 und 1731 untersagte Ludwig der XV die Neuanlage von Rebflächen unter Androhung von Geldbußen. Diese Regelwerke wurden jedoch im Languedoc kaum beachtet und im Jahr 1747 wurde das Düngen von Rebflächen in der Region verboten. Erst die Verabschiedung der Six edicts von Anne Robert Jacques Turgot, baron de l’Aulne am 12. März 1776 mit der Schaffung einer Freihandelszone in Frankreich legte die Basis für einen schwunghaften Weinhandel, und im Jahr 1816 erzeugte das Languedoc 15 Prozent allen französischen Weins. Alte weiße Rebsorten wurden in großem Stil durch den Massenträger Aramon ersetzt. Im Jahr 1871 wurden allein im Département Hérault 214.000 Hektar mit dieser Sorte erhoben.
Im Jahr 1851 wurde das Languedoc vom Echten Mehltau heimgesucht und ab dem Jahr 1863 fügte die Reblaus große Schäden zu. Zur gleichen Zeit eröffneten sich der Region neue Absatzmärkte durch den Bau der Bahnlinien über Lyon und Bordeaux in den Norden Frankreichs. Aufgrund dessen stieg zwischen 1850 und 1869 die Produktionsmenge im Département Hérault von 3,9 Millionen Hektoliter auf über 15,2 Millionen Hektoliter an. Die Rebflächen wurden zunehmend auch in fruchtbaren Tallagen angelegt und bei den Rebsorten fiel die Wahl vermehrt auf Massenträger. Nach der Reblaus erholte sich das Languedoc recht schnell und die Weinbauern wählten neben den klassischen Rebsorten, die seither auf Unterlagsreben gepfropft werden, auch französische Hybridreben.
Dr. Jules Guyot führte im Jahr 1865 seine Studie Sur la viticulture du centre sud de la France (Über den Weinbau Zentralsüdfrankreichs) im Auftrag des Landwirtschaftsministers Armand Béhic über den Weinbau der südlichen Departements durch und revolutionierte mit seinen Studien den Weinbau in ganz Frankreich. Er warnte bereits damals vor einer Überproduktion und den Folgen und zeigte die Auswirkung von zu hohen Erträgen auf die Qualität der Weine auf.

### 20. Jahrhundert

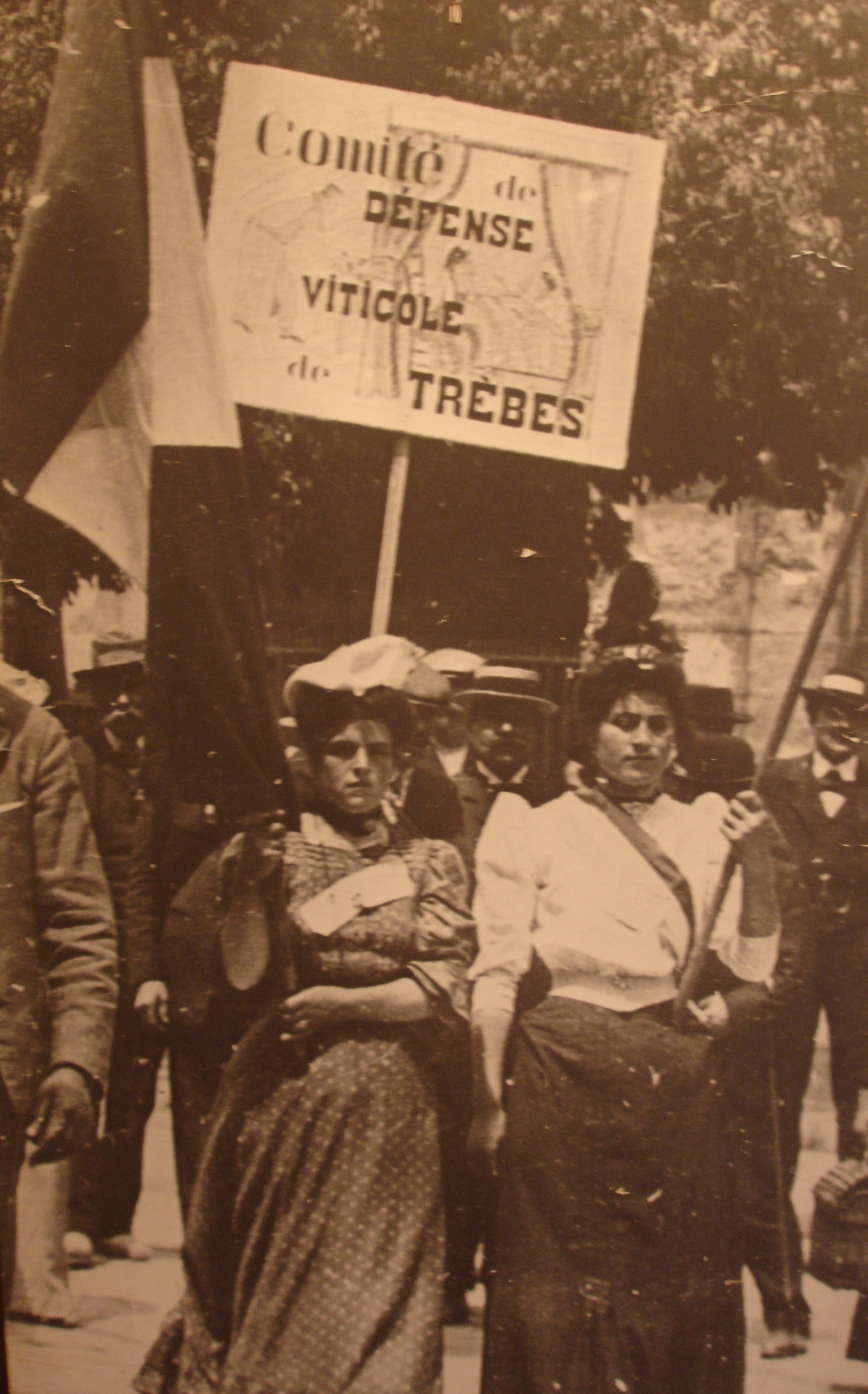
Frauen bei einer Demonstration in Trèbes im Département Aude

Die Qualität der neuen Rebsorten und der Massenträger war jedoch minderwertig und zur Erzielung einer ansprechenden roten Farbe wurden algerische Weine (siehe Weinbau in Algerien) als Deckweine eingesetzt. Als es in den Jahren 1904 bis 1907 nacheinander zu 4 großen Ernten kam, konnten die Weine infolge eines Überangebots nicht mehr verkauft werden. Im Jahr 1907 kam es in der Region zwischen März und Juni zu einer Fülle von Protestkundgebungen. Allein am 9. Juni demonstrierten mehr als 500.000 Menschen in Narbonne und am Folgetag traten 600 Bürgermeister zurück, um den Druck auf Georges Clemenceau zu erhöhen. (Siehe auch: Winzerrebellion im Languedoc.)
Als Folge der Verdrossenheit vieler Winzer wurden viele Genossenschaften gegründet. Vorerst beschränkte sich das Gebiet auf die Erzeugung preiswerten Tafelweins und konnte weiterhin auf die farbverbessernden Weine aus Nordafrika bauen. Als Algerien im Jahr 1962 die Unabhängigkeit von Frankreich erkämpfte, fehlte schlagartig ein großes Volumen an billigen Weinen. Dieser Mangel wurde jedoch durch die Region Languedoc kompensiert. Dadurch kam es zu einer extremen Spreizung der Weinqualitäten im französischen Weinbau. In den 1960er Jahren etablierte sich der Bordelaiser Weinbau wieder in der qualitativen Weltspitze, indem man zu Mitteln wie einer Ertragssenkung und klonaler Selektion bester Reben griff. Im Languedoc hingegen bediente man lediglich den Massenmarkt. Diese Situation sollte sich bis Mitte der 1980er Jahre kaum ändern.
In den 1970er Jahren wurde der Massenträger Aramon langsam durch die Sorte Carignan ersetzt und seit Mitte der 1980er Jahre werden zunehmend hochwertige Rebsorten angepflanzt. Da diese Sorten jedoch in den alten Vorschriften der AOC nicht erlaubt sind, wurde im Jahr 1987 der Landwein Vins de Pays d’Oc eingeführt, in dem vorwiegend Wein international anerkannter Sorten wie Cabernet Sauvignon, Merlot, Syrah oder Chardonnay, Viognier sowie Sauvignon Blanc vermarktet werden.
Initiiert wurde die Zuwendung zu Qualitätssorten unter anderem durch Aimé Guibert, der mit seiner Cabernet Sauvignon basierten (70 % und höher) Cuvee Mas de Daumas-Gassac Rouge – Vin de Pays de Herault – das ganze Potential der Region aufzeigte (1. Jahrgang 1978). Guibert hatte die alte Farm Mas de Daumas Gassac nahe Aniane 1971 erworben. Einige Monate später bestätigte ihm der Geologieprofessor und Fachmann für den Zusammenhang zwischen Bodentypen und Weinqualität Henri Enjalbert die ungewöhnliche Qualität der Böden des künftigen Weingutes. Enjalbert war davon überzeugt, dass die Erde, die in vielen Bereichen den Böden der Côte-d’Or gleicht, einen Spitzenwein hervorzubringen imstande ist, der sich mit den Besten aus Bordeaux und Burgund messen kann. Die Entscheidung für Cabernet Sauvignon und gegen Pinot Noir fiel, weil Guibert kein großer Freund von Pinot Noir war. Als Berater für die Herstellung seines ersten Jahrganges gelang es ihm, den bekannten Fachmann für Önologie, Professor Émile Peynaud aus Bordeaux zu gewinnen. Schon dieser erste Jahrgang wurde ein großer Erfolg, der Wein wurde mit den Weinen von Château Lafite-Rothschild und Château Latour verglichen. Dieser Erfolg ermutigte andere Weingüter im Languedoc zum Umstieg von Massen- auf Qualitätsweinsorten und zum Ignorieren der Vorschriften der jeweiligen AOC, auch wenn ihr Wein dann nur als Landwein gekennzeichnet werden darf.